# Sailing (videogioco)
Sailing è un videogioco di vela pubblicato nel 1987 per Amstrad CPC, Commodore 64 e ZX Spectrum dalla filiale britannica della Activision.

## Modalità di gioco
Si affronta una serie di regate ispirate all'America's Cup, per cercare di salire in una classifica con 16 nazioni partecipanti. Prima di gareggiare il giocatore, in una schermata simile a un cianotipo, ha la possibilità di regolare l'assetto della propria imbarcazione, definendo materiale e lunghezza dello scafo, lunghezza dell'albero, lunghezza e profilo della deriva, linea di galleggiamento. In una linea di messaggi in basso scorre la descrizione delle condizioni meteorologiche previste. L'assetto dovrebbe essere regolato per bilanciare manovrabilità e velocità in base al meteo, sebbene sia poco intuitivo per un inesperto della materia e poco documentato dal manuale; ad esempio con vento forte è preferibile avere sagoma lunga e albero basso. Si sceglie quindi un avversario da sfidare, tra le nazioni fino a due posizioni più in alto della propria in classifica. Si può visualizzare anche il loro assetto.
In gara lo schermo è diviso a metà. In alto si ha una visuale tridimensionale in prima persona di fronte alla barca, con gli effetti di ondeggiamento e inclinazione. In basso ci sono gli strumenti indicatori ovvero anemometro, bussola, tachimetro, e una mappa radar di tutto il percorso con le posizioni attuali. Una linea di messaggi scorrevoli dice lo stato dello spinnaker. Il percorso da compiere è sempre triangolare, attorno a tre boe, e se si esce dall'area si viene squalificati. Il pilotaggio avviene con comandi manuali: si sposta a destra e sinistra il timone, oppure con il pulsante si avvia il controllo dello spinnaker, che si alza o abbassa facendo una serie di movimenti circolari con il joystick (o tasti corrispondenti). Dopo 5 giornate di gare si può nuovamente modificare la barca.